# Piotr Marciniak (dziennikarz)
Piotr Robert Marciniak (ur. 6 marca 1967 w Warszawie) – polski dziennikarz radiowy i telewizyjny.

## Życiorys
Ukończył VI Liceum Ogólnokształcące im. Tadeusza Reytana w Warszawie (1986), gdzie należał do drużyny harcerskiej „Czarna Jedynka”, a następnie studia na Wydziale Geologii Uniwersytetu Warszawskiego. W latach 90. współpracował z Teatrem Akademickim UW oraz z bardem Leszkiem Czajkowskim.
W 1993 zaczął pracę w Radiowej Trójce, następnie był dziennikarzem Radia Zet.
Od 2001 pracuje w telewizji TVN24, gdzie prowadzi Fakty po południu i Fakty po Faktach. Od czerwca 2005 jest także gospodarzem głównego wydania Faktów w TVN, a od września 2007 do grudnia 2011 prowadził weekendowe wydania tego programu w duecie z Beatą Tadlą. Był prowadzącym swojego autorskiego programu Babilon w TVN24 BiS, który zakończył się w marcu 2020.